# Бешалма
Бешалма́ (гаг. Beşalma) — село в Молдавии в составе автономного территориального образования Гагаузия, Комратский район.

## История
Село основано в 1791 году. По легенде, первые жители села застали здесь пять деревьев яблони, вероятно, оставшиеся от ранее живших здесь татар, которые и дали название селу «Пять яблонь» — Бешалма.
В 1810 году колонисты построили первую церковь в селе. Она была маленькая, в неё могли зайти только священник и работники церкви, прихожане молились на улице. В 1860 году по просьбе жителей села церковь назвали в честь Святого Георгия. Новая церковь открылась в 1880 году.
В это время Бешалма входила в состав Комратской волости Бендерского уезда.
После присоединения Бессарабии к Советскому Союзу в 1940 году в селе был открыт сельский совет, который руководил деятельностью по наделу землёй. В 1941 году после начала Великой Отечественной войны он прекратил свою деятельность до 1944 года. В 1944 году в селе проживало 5 тыс. человек. Голод унёс 2800 человек. После голодовки в селе было организовано «товарищество». В 1945 году при исполкоме была создана группа агроуполномоченных, а с декабря группа зооветуполномоченных. 1 декабря 1947 года были впервые проведены выборы 28 депутатов местного совета. Председателем был избран Ганчогло С. А. В сельском совете вели учёт и наличие имущества, земель односельчан.
4 апреля 1948 года было организовано 1 коллективное хозяйство «Заветы Ильича». 4 августа 1948 года — колхоз « Правда», а 28 августа 1948 года — колхоз «Шверника». При приёме членов колхоза работала оценочная комиссия. В течение 24 часов она принимала имущество, переходящее в общественное.
16 августа 1950 году решением общего собрания колхозы были объединены в один колхоз «Заветы Ильича». 20 января 1965 года переименован в колхоз «Правда». Со временем колхоз «Правда» стал самым передовым хозяйством и по доходам на 100 га с/х угодий занимал 1 место в районе. В 1970 году план продажи государству основных видов с/х продуктов колхозам систематически перевыполнялся.
На средств колхоза в селе в период с 1965—1970 были построены: школа на 600 мест, два детских сада на 240 мест, столовая, 3 магазина, летняя танцевальная площадка со сценой, швейная мастерская, здание историко-этнографического музея, велось строительство Дома Культуры. Село полностью электрифицировано и радиофицировано.
В последующие 80-е годы в с. Бешалма были построены следующие объекты соцкультбыта: торговый центр, типовой Дом Быта, баня, книжный магазин, библиотека. В 1985 году был Реконструирован Дом Культуры, реконструирована дорога, протяжённостью в 3,5 км, тротуары — 20 км, построен тир, стадион на 1000 мест. Построен пионерский лагерь на 18 домиков на берегу озера. В 1988 году сдан в эксплуатацию Культурно Спортивный Комплекс.
В 1975 году под руководством Кеся Авраама Петровича начал свою творческую деятельность фольклорный коллектив «Седеф», который в 1976 году, получил звание народного. В селе работали агитбригады из числа комсомольцев и пионеров.
В село приезжали студенты на стажировку на МТФ, СТФ.
История села в период 1991—2000 г. занимает особое место, так как в этот период произошли большие перемены в политической, культурной и экономической жизни Молдавии. Несмотря на трудности колхоз «Правда», продолжал работать. Основной отраслью колхоза стало табаководство, виноградарство, зерновые и животноводство. Виноградарство занимало 600 га, табак 150 га зерновые 100 га.
В середине 90-х начал развиваться бизнес. Построено овощехранилище на 540 тонн, которое полностью окупило себя.

## География
В 400 метрах от западной окраины села протекает река Ялпуг, которая впадает в Конгазское водохранилище, 950 м юго-восточного берега которого находится в непосредственной близости от северной окраины села.

## Экономика
Сегодня в селе работает пекарня, маслобойка, завод по производству пескобетонного блока и тротуарной плитки, банкетный зал, частные магазины и бары. Также, появились частные предприятия в сельхоз. производстве.

## Инфраструктура
На территории села работает почта, телефонная станция на 3000 номеров, больница , Дом Культуры,
Национальный историко-этнографический музей им. Дмитрия Кара-Чобана. Также есть авторемонтная мастерская.

## Культурная жизнь
В Бешалме с 1991 года на базе библиотеки организована и работает школа по пропаганде изучения гагаузского языка. В этой школе организуются встречи с гагаузскими писателями, поэтами, выставки художников.
В селе Бешалма действует изостудия под руководством Каранастас И. С. «Алажа канат». Поэты села Бешалма: В.Филиогло,М.Кеся, М.Капаклы, П.Филиогло, Д.Карачебан: скульптор А.Карачебан, актёры кино С.Кеся.

## Известные уроженцы и жители
- Карачобан, Дмитрий Николаевич (1933—1986) — гагаузский и советский поэт, прозаик, живописец и кинорежиссёр.
- Кёся, Мина Васильевич — знаток и собиратель фольклора, один из авторов знакового для гагаузской литературы сборника «Буджакские голоса», общественный деятель.
- Реджепов, Андрей Иванович - актёр гагаузского национального театра им. Д. Танасоглу, режиссер.